# Hauschka
Pour les articles homonymes, voir Hauschka (homonymie).
Volker Bertelmann, dit Hauschka, est un pianiste et compositeur allemand, né en 1966 à Kreuztal. Il est notamment réputé pour ses compositions pour piano préparé.

## Biographie
Volker Bertelmann grandit dans le village de Ferndorf dans le district de Siegen-Wittgenstein, Rhénanie-du-Nord-Westphalie. Cinquième de six enfants, il découvre le piano à l'âge de huit ans lors d'un service à l'église à Noël et étudie le piano classique les dix années suivantes.
Bertelmann forme son premier groupe de rock à quatorze ans. À la fin de sa scolarité, il déménage à Cologne, où il commence des études de médecin puis suit un cours en économie d'entreprise, mais il renonce afin de se concentrer sur la musique. En 1992, avec son cousin Oliver Lodge-Philips, il forme le duo de hip-hop God’s Favorite Dog, connu surtout pour leur titre Love and Pain. Ils sortent un album puis se séparent.
Après une période de dérive, Bertelmann déménage à Düsseldorf et recommence à faire de la musique, s'appuyant sur ses années de formation en piano classique. Il compose des morceaux pour piano qu'il signe du pseudonyme Hauschka, en référence au compositeur de Bohême Vincenz Hauschka.
Son premier album Substantial sort en 2004 chez Karaoke Kalk, un label de Cologne, suivi en 2005 de The Prepared Piano où il explore les possibilités du piano préparé en coinçant des morceaux de cuir, de feutre ou de caoutchouc entre les cordes du piano, en enveloppant les marteaux de papier d'aluminium et en plaçant de petits objets sur les cordes ou les joignant avec des cordes de guitare ou du ruban adhésif. En 2007 sort l'album de remix Versions Of The Prepared Piano, avec de nouvelles interprétations de morceaux originaux d'Eglantine Gouzy, Barbara Morgenstern, Nobukazu Takemura, Wechsel Garland, Frank Bretschneider, Mira Calix et Tarwater.
En 2007, il signe un contrat d'enregistrement avec 130701, une marque de Fat Cat Records. Sur l'album Ferndorf (2008) il collabore avec des violoncellistes, des trombonistes et des violonistes. Après un concert avec le Magik*Magik Orchestra, il décide d'intégrer d'autres instruments de musique dans ses compositions, et, en janvier 2010, ses recherches se concrétisent à San Francisco avec un orchestre dirigé par Minna Choi.
Sur son album Salon des Amateurs (2011) Bertelmann collabore avec des musiciens remarquables tels que Samuli Kosminen (Múm, Edea), Hilary Hahn, ainsi que Joey Burns et John Convertino du groupe Calexico.
En 2012, Bertelmann écrit la bande son pour le film Glück, réalisé par Doris Dörrie. En mai 2012 sort chez Deutsche Grammophon Silfra, un album réalisé en collaboration avec la violoniste américaine Hilary Hahn. Intitulé d'après le rift Silfra en Islande, il se compose de douze improvisations enregistrées par Valgeir Sigurdsson aux studios Greenhouse à Reykjavík.
Bertelmann est membre de Music A.M, un projet parallèle impliquant Stefan Schneider de To Rococo Rot et Luke Sutherland de Long Fin Killie. En collaboration avec Torsten Mauss, il joue également de la musique électronique sous le pseudonyme Tonetraeger.
Volker Bertelmann vit à Düsseldorf avec sa femme et ses trois enfants.

## Discographie

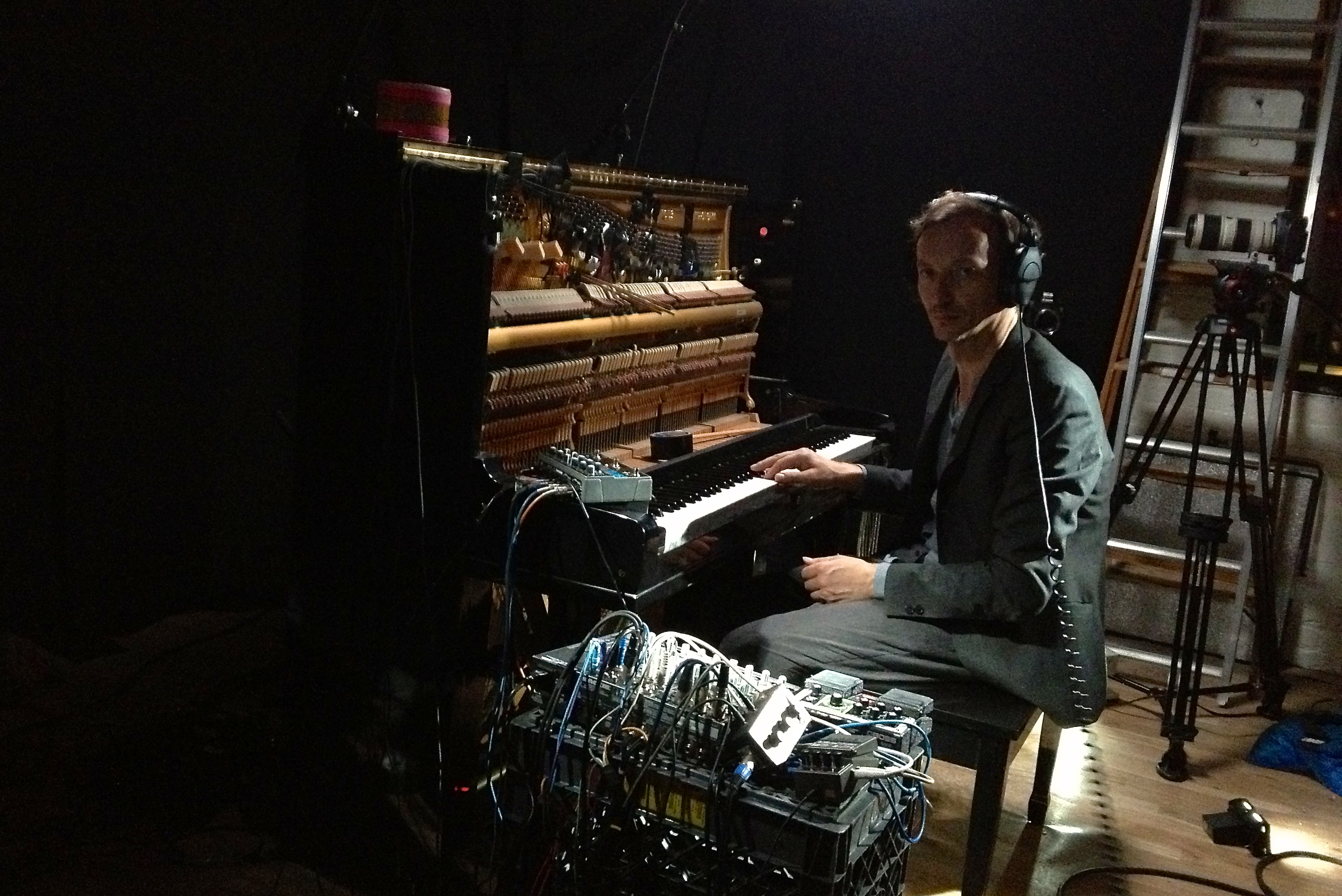
Volker Bertelmann (Hauschka) au piano préparé, 2012

### Albums originaux
- 2004 : Hauschka – Substantial (Karaoke Kalk)
- 2004 : Hauschka – Substantial, Harmonica Illusion (Karaoke Kalk)
- 2005 : Hauschka – The Prepared Piano (Karaoke Kalk)
- 2007 : Hauschka – Versions Of The Prepared Piano (Karaoke Kalk)
- 2007 : Hauschka – Room To Expand (130701)
- 2008 : Hauschka – Ferndorf (130701)
- 2010 : Hauschka – Foreign Landscapes (130701)
- 2011 : Hauschka – Salon Des Amateurs (130701)
- 2011 : Hauschka & Hildur Guðnadóttir – Pan Tone (Sonic Pieces)
- 2011 : Angela Fette & Christian Jendreiko & Hauschka & Rosilene Luduvico & Tolouse Low Trax – Schwerte Box Set (Apparent Extent)
- 2011 : Hauschka & Rosilene Luduvico – Unbestimmt (Apparent Extent)
- 2012 : Hilary Hahn and Hauschka – Silfra (Deutsche Grammophon)
- 2013 : Hauschka – Salon des Amateurs Remixes (130701)
- 2014 : Hauschka – Abandoned City (City Slang)
- 2015 : Hauschka – A NDO C Y
- 2015 : Hauschka - 2.11.14[1] (Live in Yufuin)
- 2017 : Hauschka - What if[2]
- 2019 : Hauschka - A Different Forest[3]

### Bandes originales de films
- 2015 : The Boy (Milan Records)
- 2016 : Lion (Sony Music)
- 2017 : In Dubious Battle (Lakeshore Records)
- 2017 : Gunpowder (Sony Music)
- 2018 : Mille nuances de pluie (Needlewood Records)
- 2018 : Adrift (Sony Classical)
- 2019 : Quand Hitler s'empara du lapin rose (Als Hitler das rosa Kaninchen stahl)
- 2021 : Le Passager nº 4 (Stowaway) de Joe Penna
- 2024 : Conclave (Black Lot Music)

## Filmographie (en tant que compositeur)
- 2007 : Wortbrot
- 2008 : Bloksky
- 2008 : Höhere Gewalt
- 2009 : Tales of the Defeated (heroes)
- 2009 : In Between a Kiss
- 2010 : QC Notorious
- 2010 : Gilbert
- 2011 : Sehnsucht
- 2012 : Glück
- 2013 : Wild Horses
- 2013 : Schnee von gestern (Farewell, Herr Schwarz)
- 2014 : Praia do Futuro
- 2015 : The Boy
- 2012 : Riding Hood
- 2016 : Les Insoumis (In Dubious Battle) de James Franco
- 2017 : The Current War : Les Pionniers de l'électricité (The Current War) de Alfonso Gomez-Rejon
- 2018 : À la dérive (Adrift) de Baltasar Kormákur
- 2018 : Attaque à Mumbai (Hotel Mumbai) d'Anthony Maras
- 2020 : The Old Guard de Gina Prince-Bythewood
- 2020 : Summerland de Jessica Swale
- 2020 : Your Honor (saison 1) : Original Series Soundtrack
- 2022 : Perdus dans l'Arctique (Against the Ice) de Peter Flinth
- 2022 : À l'ouest rien de nouveau d'Edward Berger
- 2023 : Une vie (One Life) de James Hawes
- 2024 : Berlin Nobody de Jordan Scott
- 2024 : Conclave d'Edward Berger
- 2024 : The Crow de Rupert Sanders
- 2025 : Exquis (Delicious) de Nele Mueller-Stöfen
- 2025 : A House of Dynamite de Kathryn Bigelow

## Distinctions

### Récompenses
- BAFA 2023 : Meilleure musique de film pour À l'Ouest, rien de nouveau
- Oscars 2023 : Meilleure musique de film pour À l'Ouest, rien de nouveau

### Nominations
- Golden Globes 2025 : Meilleure musique de film pour Conclave
- Oscars 2017 : Meilleure musique de film pour Lion
- Oscars 2025 : Meilleure musique de film pour Conclave